# فریاد مادر
فریاد مادر،  یادبود نسل‌کشی خوجالی یا یادبود کشتار خوجالی (به انگلیسی: Khojaly Massacre Memorial)(به ترکی آذربایجانی: Xocalı qətliamı Abidəsi) مجموعهٔ یادبودی می‌باشد، که به یاد آذربایجانیان قربانی واقعهٔ خواجه‌لی که به دست نظامیان ارمنی در بامداد ۲۶ فوریهٔ سال ۱۹۹۲ رخ داده‌است، در قرابت ایستگاه مترو «شاه اسماعیل خطایی» در حومهٔ «خطایی» شهر باکو، پایتخت جمهوری آذربایجان نصب گردیده‌است. مؤلفان اثر اصلان، محمود و تیمور رستمف‌ها هستند. رئیس‌جمهوری آذربایجان و هزاران نفر از شهروند این کشور، هر سال در سالروز این کشتار با ایثار احترام از مجموعهٔ یادبود بازدید می‌نمایند.

## تاریخ ساخت یادبود
این مجسمه، نشانگر مادری است، که در سال ۱۹۹۳، پس از وقوع این واقعهٔ خونین، در موقعیت کنونی این یادبود جنازهٔ بچهٔ خود که در جنگ قره‌باغ کشته شده بود را با دستش به بالای سرش برده بود. این مجتمع یادبود با تخصیص مالی از سوی دولت جمهوری آذربایجان در سال ۲۰۰۸ میلادی ساخته شده‌است.

## طرح یادبود
یادبود کشتار خوجالی از سنگ خارا درست شده‌است. ارتفاع کل مجموعهٔ یادبود به ۸٫۶ متر و بلندی مجسمه نیز به ۳٫۲ متر می‌رسد. مجسمه، مادری را توصیف می‌کند، که بر اثر حملهٔ نظامیان ارمنی وادار شده‌است تا بچهٔ خود را در آغوشش گرفته و با پیژامه بیرون بدود. عکس‌های گرفته شده از سوی «چنگیز مصطفی‌اف»، عکاس خبری آذربایجانی، هنگام جنگ قره‌باغ در ساخت مجسمه مورد استفادهٔ گسترده‌ای واقع شده‌است.
روی پایهٔ مجموع تصویر «چنگیز مصطفی‌اف»، در حالی که از بچهٔ کشته شده فیلم می‌گیرد، حکاکی شده‌است. در بخش پایینی پایه نیز ادله و فهرست جانباختگان واقعهٔ خواجه‌لی نوشته شده‌است.